# Franciszek Sienkiewicz

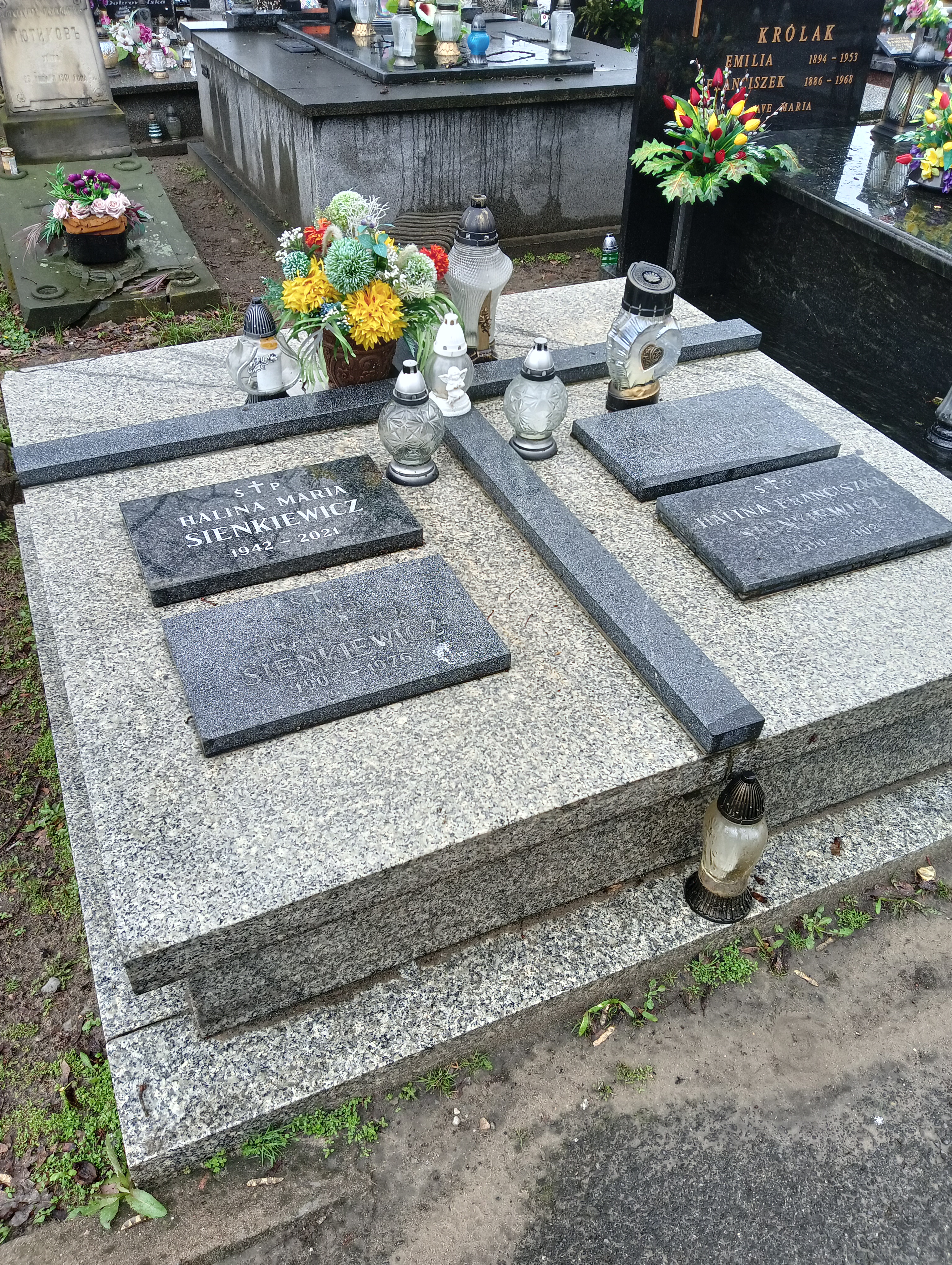
Grób rodziny Sienkiewiczów na cmentarzu parafialnym w Kutnie.

Franciszek Sienkiewicz (ur. 1902, zm. 1976) – polski lekarz i społecznik, organizator szkolnictwa medycznego i inicjator budowy nowego budynku Szpitala Miejskiego w Kutnie.

## Życiorys
Urodził się na terenach obecnej Białorusi, w rodzinie Stanisława (ur. 1861) i Pauliny Sienkiewiczów. Po skończeniu szkoły powszechnej, rozpoczął naukę w gimnazjum w Mińsku, którą kontynuował w gimnazjum w Mołodecznie. Egzamin maturalny zdał w polskim gimnazjum w Grodnie.
Po uzyskaniu świadectwa dojrzałości w roku 1924, rozpoczął studia na Wydziale Lekarskim Uniwersytetu im. Stefana Batorego w Wilnie. Po sześciu latach studiów i odbyciu wymaganych praktyk przed dyplomowych w szpitalach powiatowych w Lidzie i Smorgonie, w roku 1930 otrzymał dyplom Doktora Wszech Nauk Lekarskich. Rozpoczął pracę w Zabłociu k. Lidy, gdzie organizował i prowadził pierwszy na tym terenie ośrodek zdrowia. Po dwóch latach pracy w wiejskim ośrodku zdrowia, przeprowadził się do Lidy i podjął pracę w oddziale chirurgicznym szpitala powiatowego. We wrześniu 1939, po zajęciu polskich kresów wschodnich przez Armię Czerwoną i anektowaniu tych terenów, Lida znalazła się w granicach ZSRR.
Sienkiewicz przez okres kilku miesięcy, do czasu wyznaczenia nowego dyrektora – Rosjanina, pełnił obowiązki dyrektora szpitala powiatowego w Lidzie, będąc jednocześnie ordynatorem oddziału chirurgicznego.
W czerwcu 1941 roku pracował w oddziale chirurgicznym lidzkiego szpitala, niosąc pomoc chorym i rannym żołnierzom. W czasie okupacji hitlerowskiej czynnie współpracował z polskimi i rosyjskimi partyzantami. Udzielał im pomocy medycznej – w szpitalu i na leśnych kwaterach. W tych trudnych warunkach pracował do chwili wyzwolenia Lidy przez Armię Czerwoną spod okupacji hitlerowskiej.

## Przyjazd do Kutna
W kwietniu 1945 roku, jako repatriant opuścił ZSRR. Wyjechał z Lidy i osiedlił się w Kutnie. Pracę w kutnowskim szpitalu rozpoczął w maju 1945 roku, a w październiku 1945, po przekazaniu szpitala przez wojenne władze wojskowe pod zarząd władz cywilnych miasta Kutno, zaczął organizowanie placówki od początku. W roku 1953, po wprowadzeniu specjalizacji, został uznany za specjalistę w zakresie chirurgii, a cztery lata później, po kilkumiesięcznym kursie w Klinice Położnictwa i Ginekologii, którą kierował prof. Józef Sieroszewski, uzyskał specjalizację II stopnia z ginekologii i położnictwa.
Publikował wiele artykułów w pismach lekarskich. Reaktywował działalność Polskiego Towarzystwa Lekarskiego w szpitalu kutnowskim. Zajmował się też nauczaniem młodych lekarzy. W czasie swojej pracy w Kutnie, pod jego kierownictwem specjalizację z chirurgii lub ginekologii zdobyło dziesięciu lekarzy. Duży wkład wniósł w tworzeniu na terenie Kutna szkolnictwa medycznego. Był jednym z inicjatorów utworzenia w Kutnie szkoły felczerskiej i pielęgniarskiej.
W marcu 1953 został powołany na stanowisko dyrektora szpitala. Funkcję tę pełnił, będąc jednocześnie ordynatorem, najpierw oddziału chirurgicznego, a później oddziału położniczo – ginekologicznego.
Po przejściu na emeryturę i odejściu z pracy w oddziale szpitala, nadal, prawie do ostatnich dni swojego życia, pracował jako lekarz ginekolog w Kutnie.
Był mężem Haliny Franciszki z Kondrackich (1910–2002). Mieli dwoje dzieci.
Zmarł w roku 1976. Został pochowany na cmentarzu Parafii św. Wawrzyńca w Kutnie (sektor 24-1-24).

## Odznaczenia
Społeczeństwo i ówczesne władze wysoko oceniały jego dokonania, tak na płaszczyźnie działalności lekarskiej, jak również jako sprawnego administratora szpitala. W uznaniu tych zasług otrzymał wiele odznaczeń branżowych i państwowych, w tym Krzyż Kawalerski Orderu Odrodzenia Polski.